# De 1200 Roe
De 1200 Roe est un moulin à vent de polder situé à Amsterdam sur le Haarlemmerweg, la route qui mène à Haarlem. Il tient son nom (1200 batons) de la distance qui le sépare de la Haarlemmerpoort, soit environ quatre kilomètres.

## Histoire
Ce moulin a été construit en 1632 après la construction du Haarlemmertrekvaart et a servi à la régulation de la wateringue du polder intérieur d'Osdorp (Osdorper Binnenpolder).
En 1951 ce moulin a arrêté d'exercer cette fonction mais il fut laissé sur place en souvenir du passé.
Il a été restauré entre 1977 et en 1979 et sert aujourd'hui d'habitation privée. Il n'est donc pas possible de le visiter. Son locataire ouvre toutefois sa porte aux visiteurs lors des journées du patrimoine.

Photos du moulin
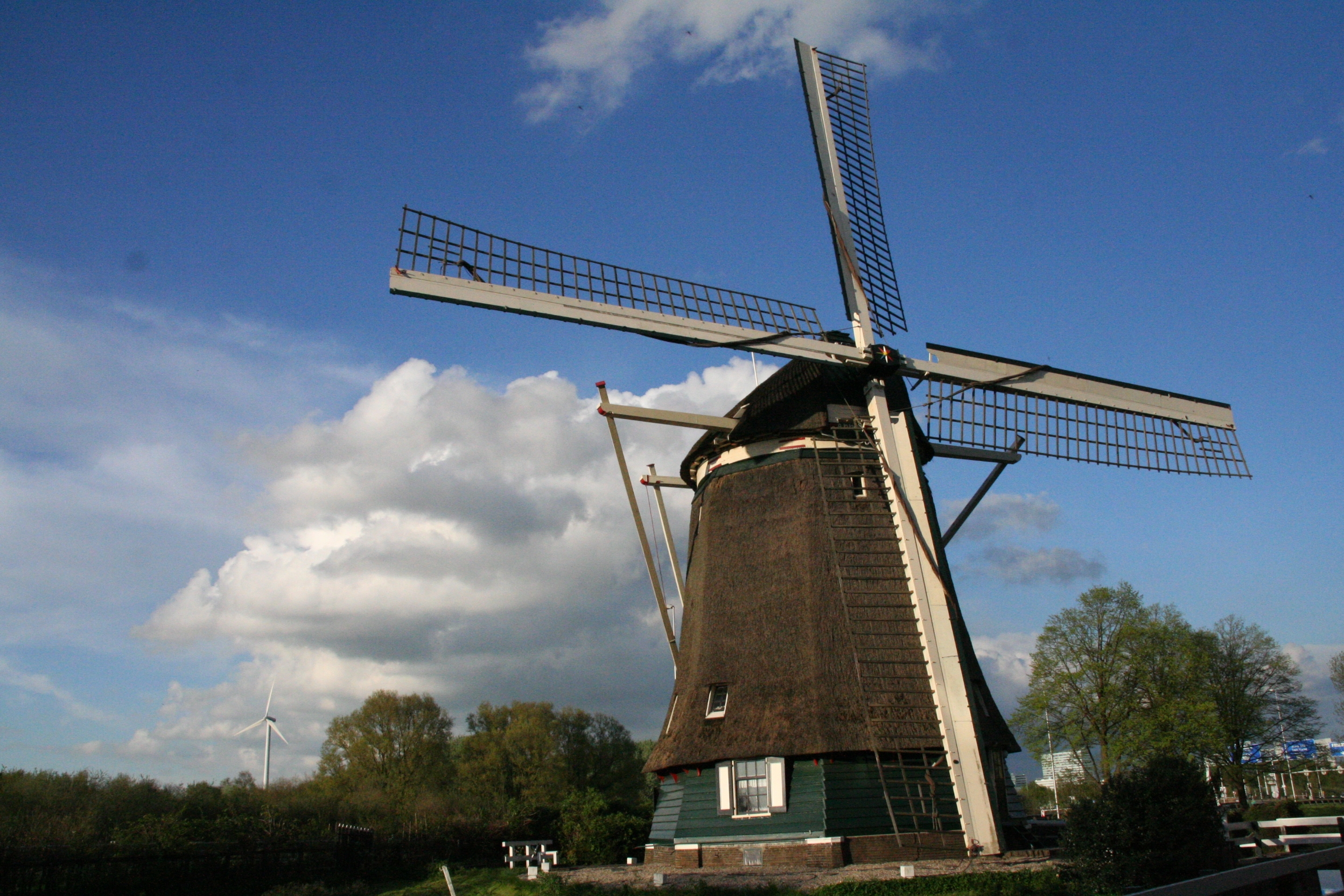
Le moulin 1200 Roe, à Amsterdam
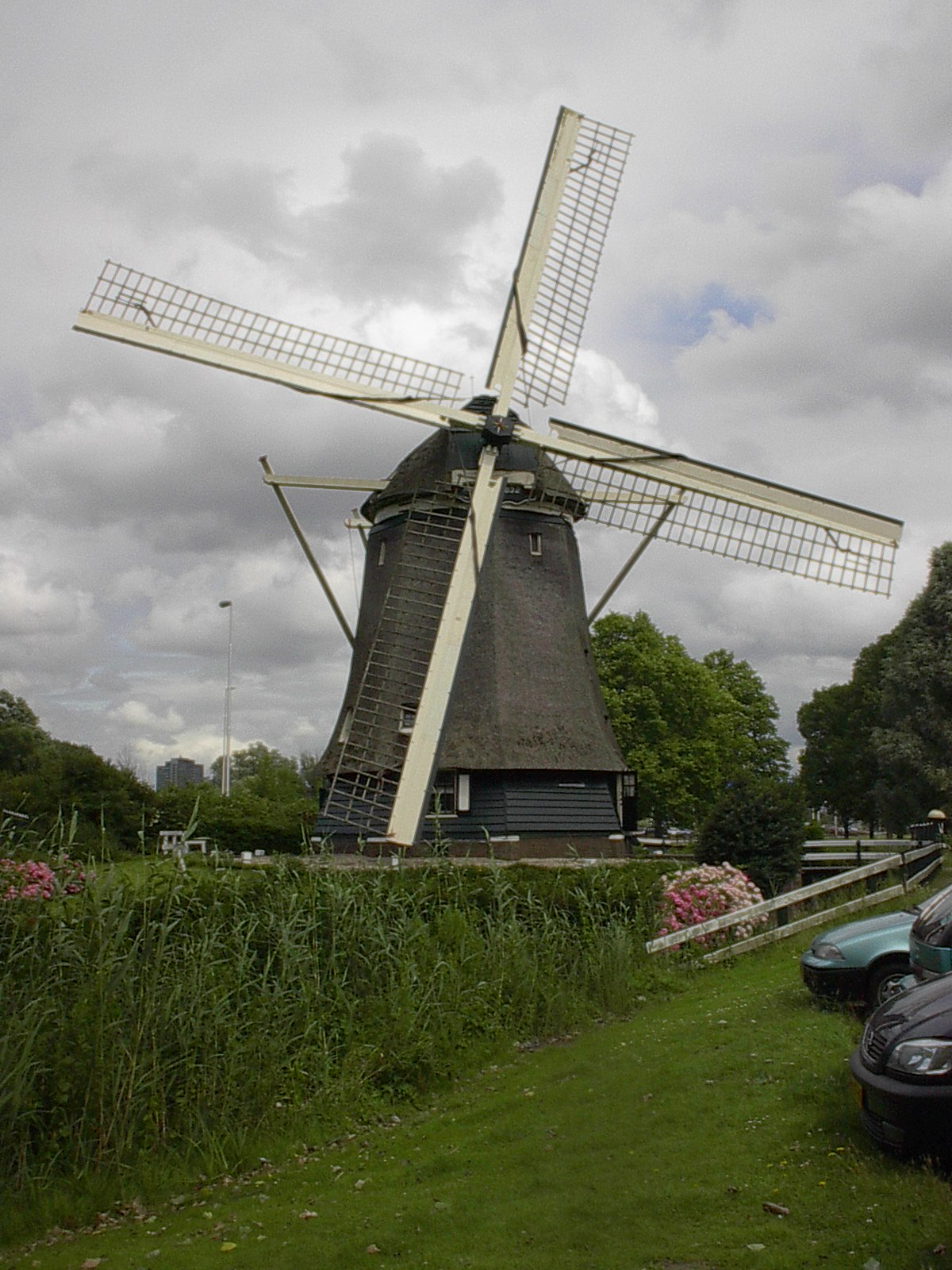
Moulin à vent 1200 Roe, Amsterdam,